# Henri Allard
Henri Allard (Glabais, 6 februari 1891 - 17 oktober 1982) was een Belgisch wielrenner. Hij was beroepsrenner van 1913 tot 1925 en nam deel aan de Ronde van Frankrijk 1914, waar hij 51e werd en ook in 1919, waar hij opgaf.

## Grote rondes
Eindklasseringen in grote rondes, met tussen haakjes het aantal etappeoverwinningen.
| Jaar | Ronde van Italië | Ronde van Frankrijk | Ronde van Spanje |
| ---- | ---------------- | ------------------- | ---------------- |
| 1914 |                  | 51e                 |                  |
| 1919 |                  | opgave              |                  |